# Morgenröthe-Rautenkranz
Morgenröthe-Rautenkranz je část saské obce Muldenhammer a státem uznané letovisko v zemském okrese Fojtsko, v přírodním parku Erzgebirge-Vogtland.

## Poloha
Morgenröthe-Rautenkranz se nachází severovýchodně od Klingenthalu, jižně od Cvikova a jihozápadně od Aue v hřebenové oblasti Krušných hor. Okres zahrnuje obce Morgenröthe a Sachsengrund v údolí řeky Velká Pyra (Große Pyra), a obce Rautenkranz a Muldenhammer při ústí Velké Pyry do Cvikovské Muldy

## Podnebí
Klima je chladnější s vyšším objemem srážek. Siegfried Sieber ve své knize „Die Bergbaulandschaft von Schneeberg und Eibenstock“ z roku 1967 uvádí průměrný roční úhrn srážek naměřený v letech 1901–1950 v nadmořské výšce 625 m n. m. 1072 milimetrů (Lipsko 545 milimetrů). Měsíční maximum je v červenci se 139 milimetry (Lipsko 78 milimetrů). V obci je dlouhodobě umístěna meteorologická měřicí stanice. Protože se obec nachází v údolí, často poskytuje krajní hodnoty, například rekordní minusové teploty v noci, následnované poměrně vysokými denními teplotami. V lednu 2009 zde byla naměřena nejnižší teplota v Německu: minus 31 stupňů na začátku ledna 2009, nebo minus 24,6 stupňů v lednu 2010 a minus 24,2 stupňů v lednu 2017.

## Znak
Stříbrný oválný štít lemovaný zeleným routovým věncem; v patě štítu vycházející červené slunce, nad nímž jsou umístěna zkřížená hornická kladiva, doplněná hutnickou odpichovací vidlicí.

## Historie
Oba revíry Morgenröthe a Rautenkranz vznikly z hamrů, přičemž v Morgenröthe existoval starší stejnojmenný cínový důl.

### Morgenröthe

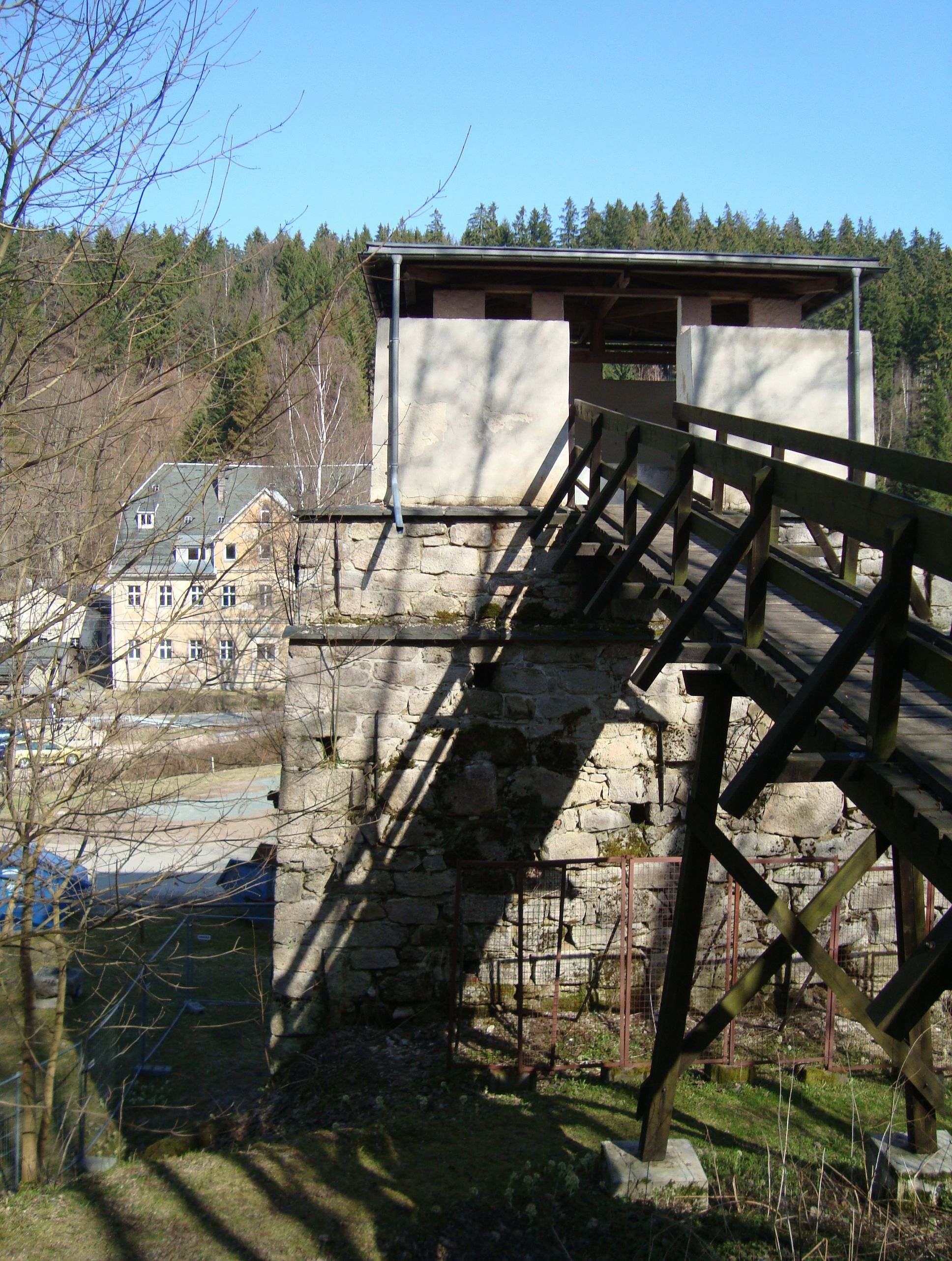
Historická vysoká pec v Morgenröthe

Část Morgenröthe (cca 660 m n. m.) je starší částí obce na toku Velké Pyry. Počátky osídlení sahají k cínovým dolům na Velké Pyře, jež byly nazývány Morgenröthe, které kolem roku 1615 zakoupil Georg Pflugk starší (1569–1621), pán z Postersteinu, pocházející z Auerbachu. Když Georg Pflugk hodlal tento důl na vlastní náklady značně rozšířit a mimo jiné postavit nový cechovní dům a puchýrnu s mlýnem, obdržel 8. dubna 1618 od saského kurfiřta Jana Jiřího I. příslušné privilegium a vymezený revír, což položilo základ obce.
Pflugkův cínový důl v Morgenröthe získala manželka Hanse Rüdigera von Feilitzsch auf Treuen, od kterého jej koupil Hans Hutschenreuther z Blauenthalu. Ten 15. července 1652 získal od saského kurfiřta Johanna Georga I. privilegium na stavbu hamru. V roce 1658 přešla stavba na Caspara Witticha z Wittigsthalu, kterému vévoda Moritz von Sachsen-Zeitz 1. prosince 1661 obnovil privilegium z roku 1652. Do roku 1798 změnil hamr celkem desetkrát majitele. V tomto roce připadl lipskému obchodníkovi Gottlobu Emanuelu Lattermannovi, který pověřil vedením hamru Morgenröth svého 22letého syna Heinricha Ludwiga Lattermanna.
Ještě v roce 1791 byla oblast pod ústím řeky Steinbächel v časopise Sächsische Meilenblätter označována jako „Zinn Wiese“ (Cínová louka).
V roce 1810 přešel do vlastnictví Lattermannů hamr Rautenkranzer, a o několik let později, v roce 1835, hamr Tannenbergsthaler.
V roce 1799 byla v Morgenröthe postavena nová vysoká pec, která byla spuštěna v červnu 1799 a fungovala až do roku 1820. Dne 30. dubna 1819 obdrželi majitelé koncesi „na stavbu vysoké pece a zřízení válcovny plechu a dalších železářských zařízení“. Tato pec, postavená v roce 1820 a v provozu až do roku 1874, je v Morgenröthe k vidění dodnes. Ve své době patřila k největším svého druhu v Sasku. Je jednou z mála dochovaných historických vysokých pecí v nových spolkových zemích. Srovnatelná zařízení se nacházejí pouze ve Schmalzgrube (dochovaná vysoká pec z roku 1659), Brausensteinu (dochovaná vysoká pec z roku 1693), Peitzu (dochovaná vysoká pec z roku 1809) a Schmalkaldenu (Neue Hütte; dochovaná vysoká pec z roku 1835).
Dne 24. července 1879 byla velká část železárny zničena požárem a poté znovu postavena. Od této doby se kuplovna používala k odlévání šedé litiny a zvonů.
Morgenröthe se proslavil výrobou různých druhů lisů a kostelních zvonů značky „Schilling & Lattermann“, které se v tomto tichém údolí Zwickauer Mulde odlévaly v letech 1918 až 1966. Slévárna zvonů Schilling v Apoldě zajišťovala výpočty a odlévání prováděla firma Lattermann ve speciální slitině (Klanghartguss-Klanghalbstahl) ve staré licí hale. Největší zvony vyrobené v Morgenröthe se nacházejí v rižské katedrále a v kostele Všech svatých. Byly vyrobeny v letech 1926–27, každý váží 8,5 tuny, mají průměr 2,5 m a jsou 3 m vysoké.
Lattermannův podnik byl vyvlastněn v roce 1946. Výroba pokračovala až do požáru 30. listopadu 1968, po kterém však již továrna nebyla obnovena.
V době NDR se v Morgenröthe nacházel rekreační dům německých říšských drah.
Koncem prosince 1990 poskytl jednatel společnosti Geophysik GmbH Leipzig Ulrich Stötzner deníku Die Welt dosud utajovanou informaci, že v obci Morgenröthe-Rautenkranz je, v důsledku dřívější těžby uranové rudy v okolí, zvýšená radioaktivita.

### Rautenkranz

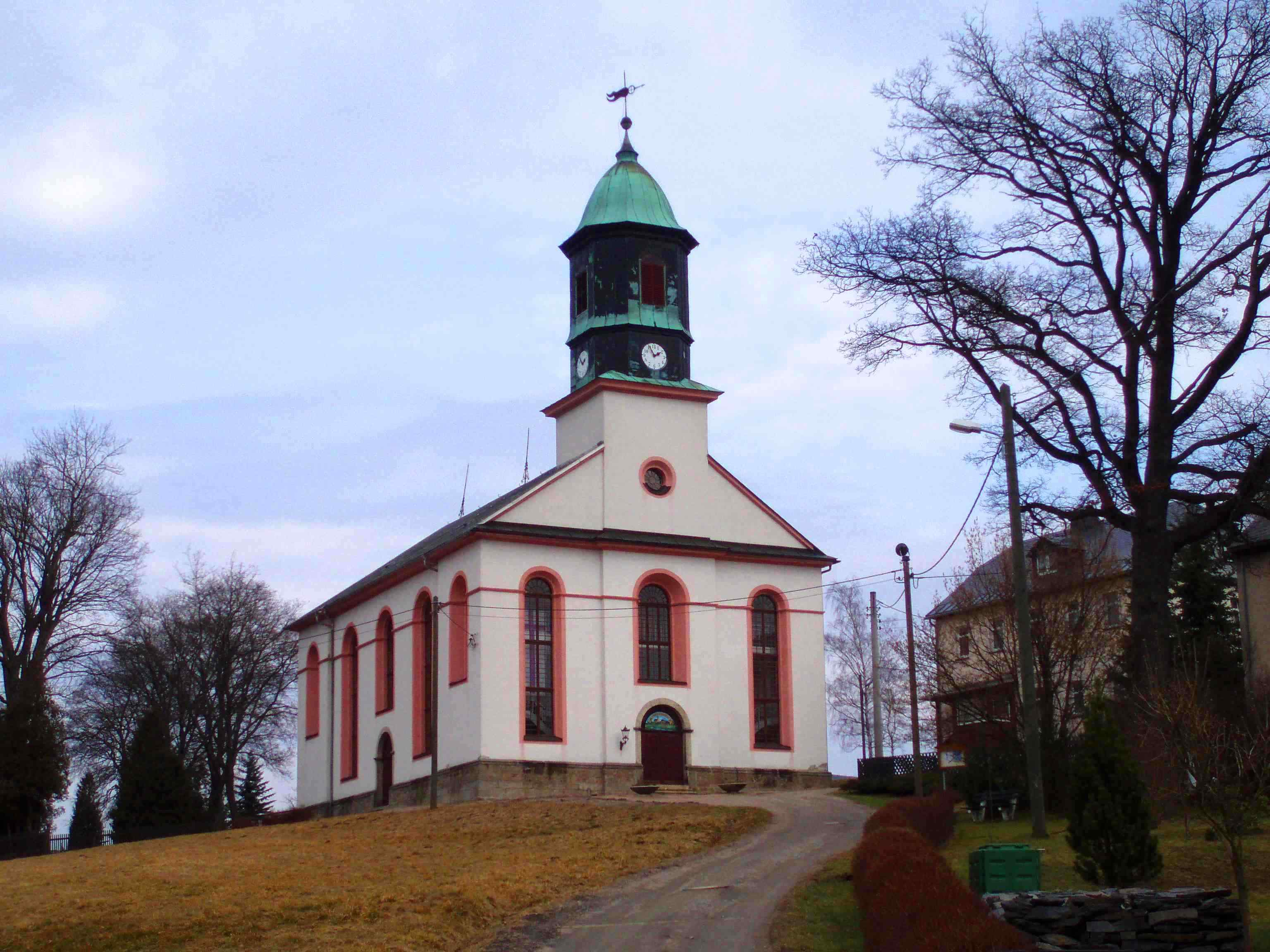
Kostel v Rautenkranzu (2007)

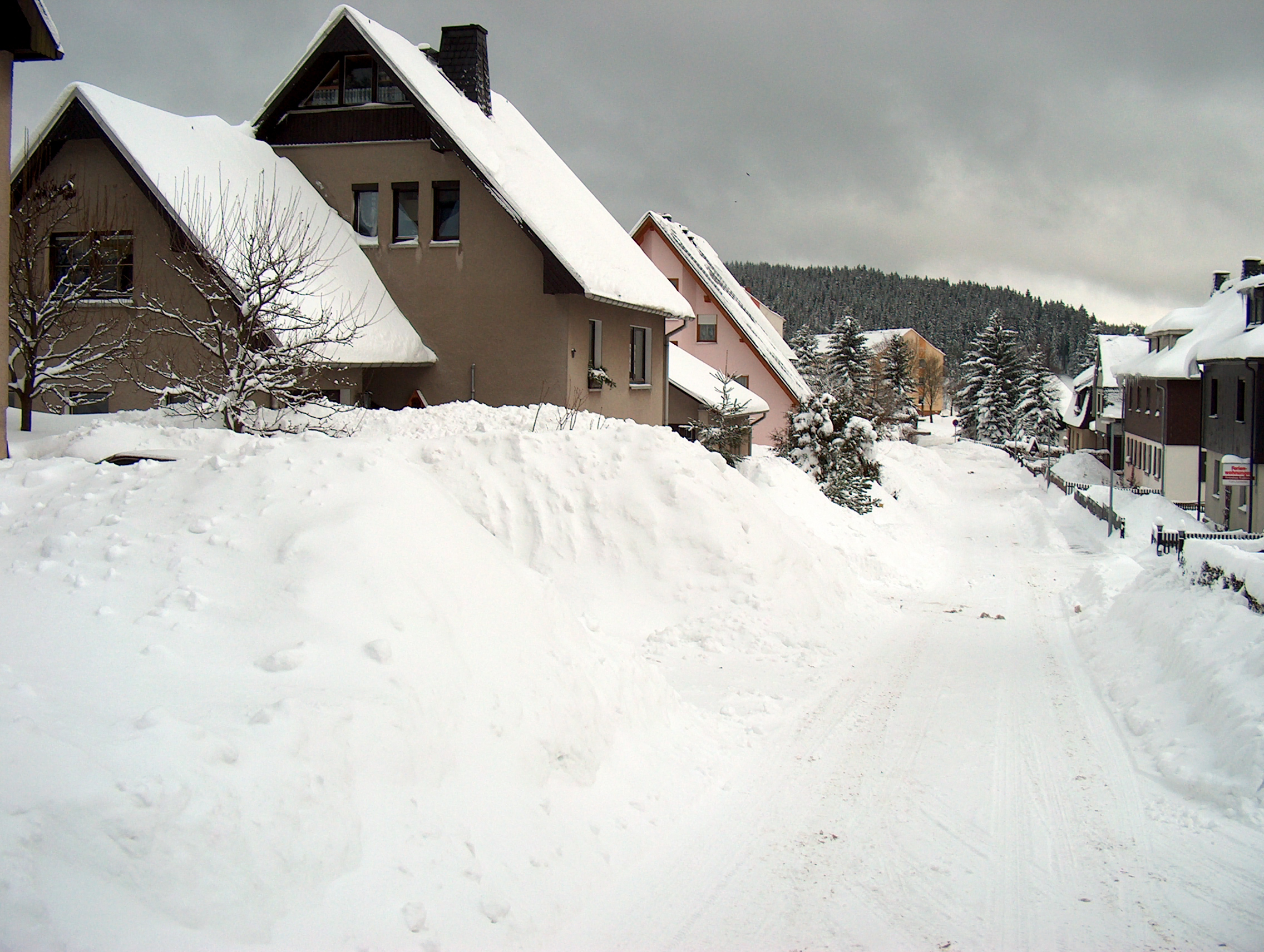
Zimní nálada (2004)

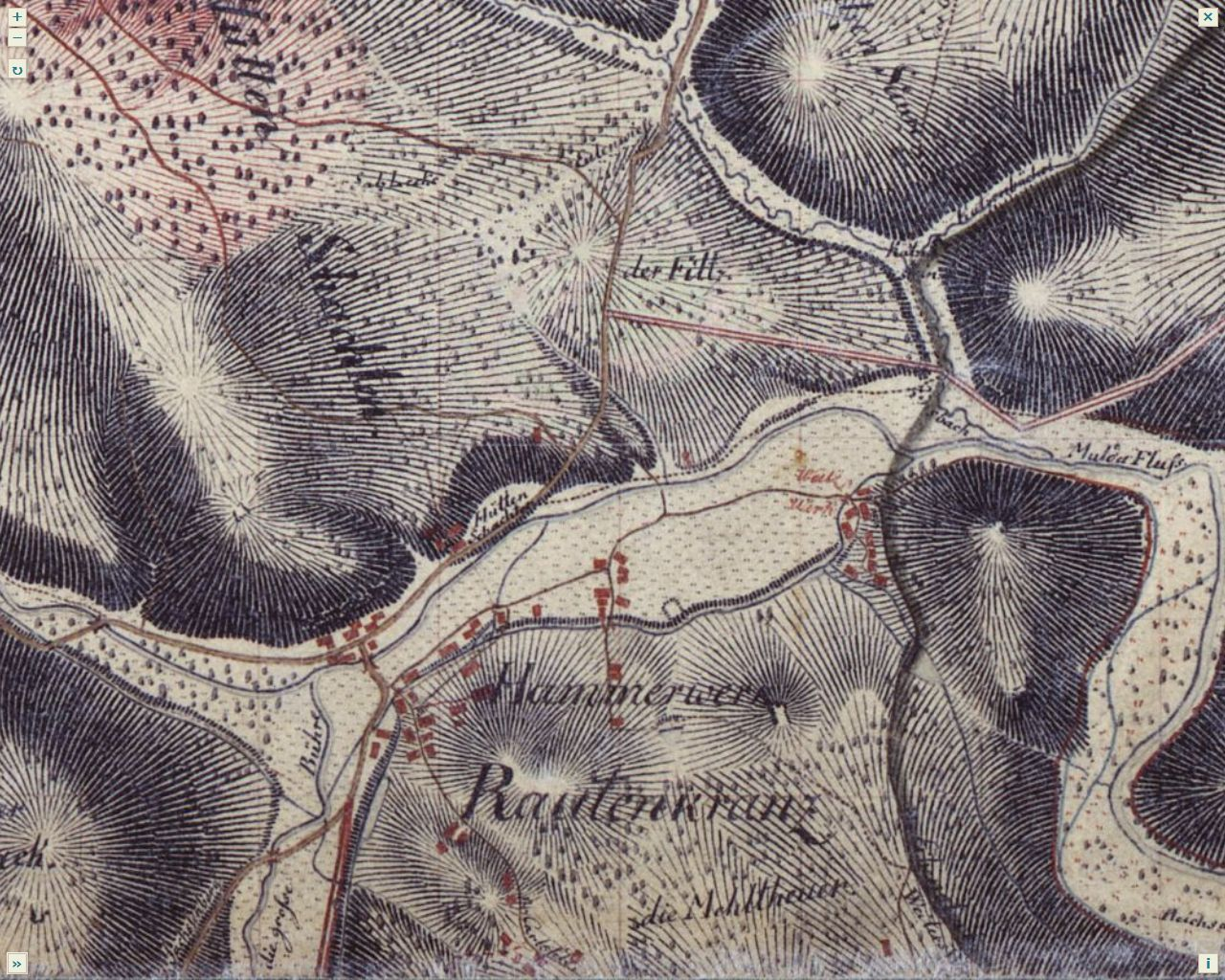
Rautenkranz s hamrem a válcovnou na mapě z roku 1791

Obec Rautenkranz vznikla z hamru, o jehož stavbu požádal v roce 1679 směnový mistr Elias Steiniger. Stejně jako v případě Morgenröthe zde však zřejmě existovalo hornické osídlení již o několik desetiletí dříve. Zakladatel obce Elias Steiniger si název vypůjčil od routové koruny ze saského erbu. Název obce je někdy mylně spojován se žluťuchou orlíčkolistou (Akelei-Wiesenraute), kterou lze v okolí také nalézt.

## Sloučení
Morgenröthe a Rautenkranz byly v roce 1852 sloučeny do jedné obce. Hohehaus, Sackhaus, Muldenhammer a Sachsengrund byly připojeny v roce 1939. Dne 1. října 2009 se Morgenröthe-Rautenkranz a sousední obce Hammerbrücke a Tannenbergsthal sloučily do nové jednotné obce Muldenhammer.

## Bašta SAPD
Morgenröthe-Rautenkranz bylo jediné místo ve Výmarské republice, kde se levicové Socialistické dělnické straně Německa (SAPD), založené v roce 1931, podařilo dosáhnout absolutní většiny; v komunálních volbách 13. listopadu 1932 získala 8 ze 13 mandátů.

## Doprava
Přes Rautenkranz vede spolková silnice 283.
Z Morgenröthe-Rautenkranz jezdí do Schönecku, Muldenbergu a Tannenbergsthalu každé dvě hodiny linka 22 TaktBus dopravního sdružení Vogtland. V Jägersgrünu můžete přestoupit na linku PlusBus 20 do Klingenthalu a na linku TaktBus 23 do Falkensteinu.
Železniční trať Chemnitz-Adorf (trať CA), která vede přes Rautenkranz, byla otevřena v roce 1875. Výstavbou přehrady Eibenstock byla tato trať přerušena a 27. září 1975 byl ukončen nepřetržitý provoz. Na zbývajícím úseku trati CA Muldenberg-Schönheide Süd (Wilzschhaus)-Schönheide Ost byla v letech 1979 až 1982 po částech ukončena osobní doprava a v roce 1996 nákladní doprava. Po modernizaci bodového spojení v Muldenbergu na konci 90. let již trať nemá žádné spojení se zbytkem sítě DB a je takříkajíc ostrovní tratí. Od roku 2008 provozuje rozvojové sdružení turistickou a výletní dopravu s motorovým vozem mezi Schönheide Süd a Hammerbrücke.
Obec leží na dálkové cyklotrase Euregio Egrensis a dálkové turistické trase Eisenach-Budapešť.

## Pamětihodnosti

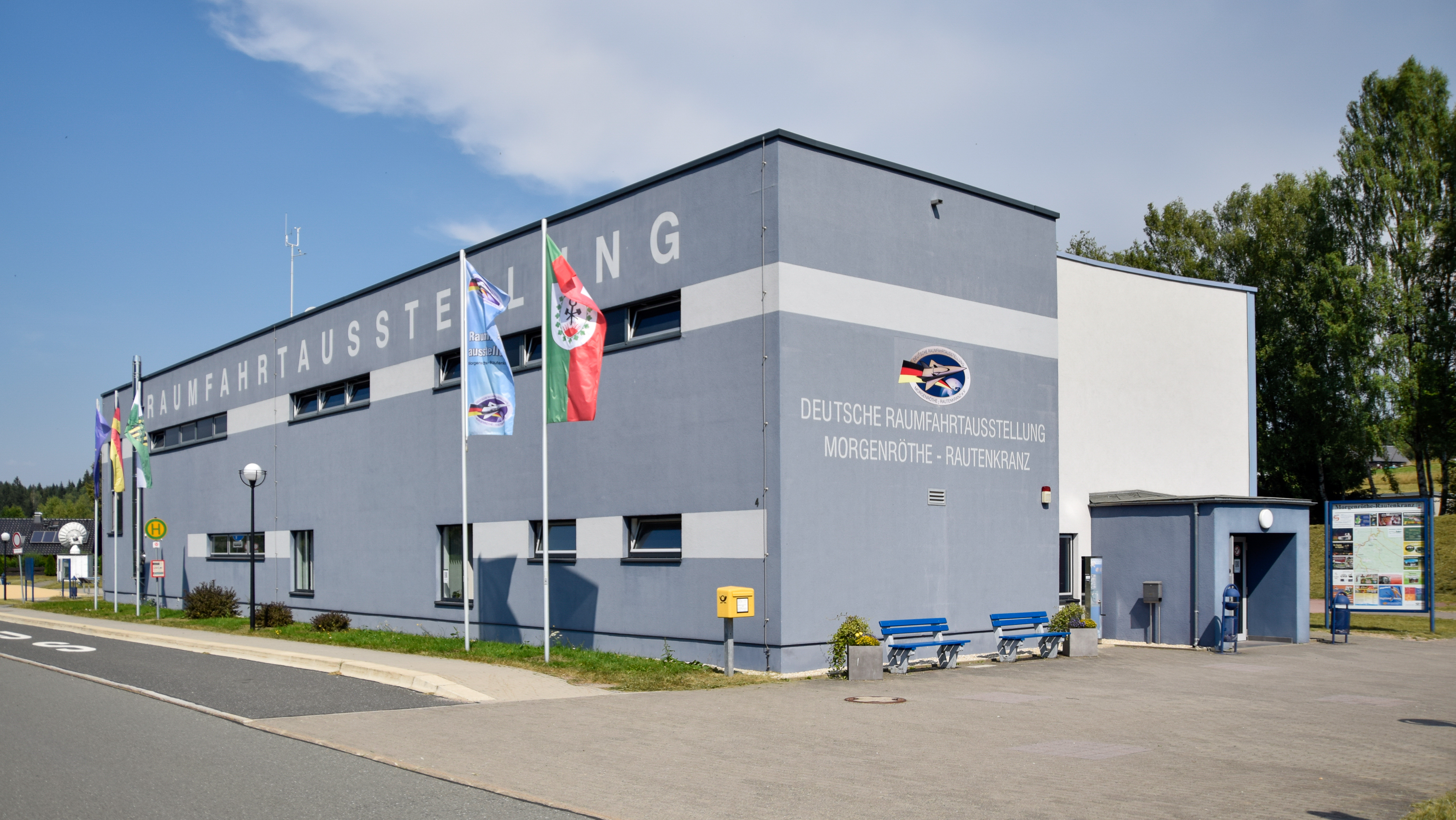
Budova expozice věnované prvnímu německému kosmonautovi Sigmundu Jähnovi

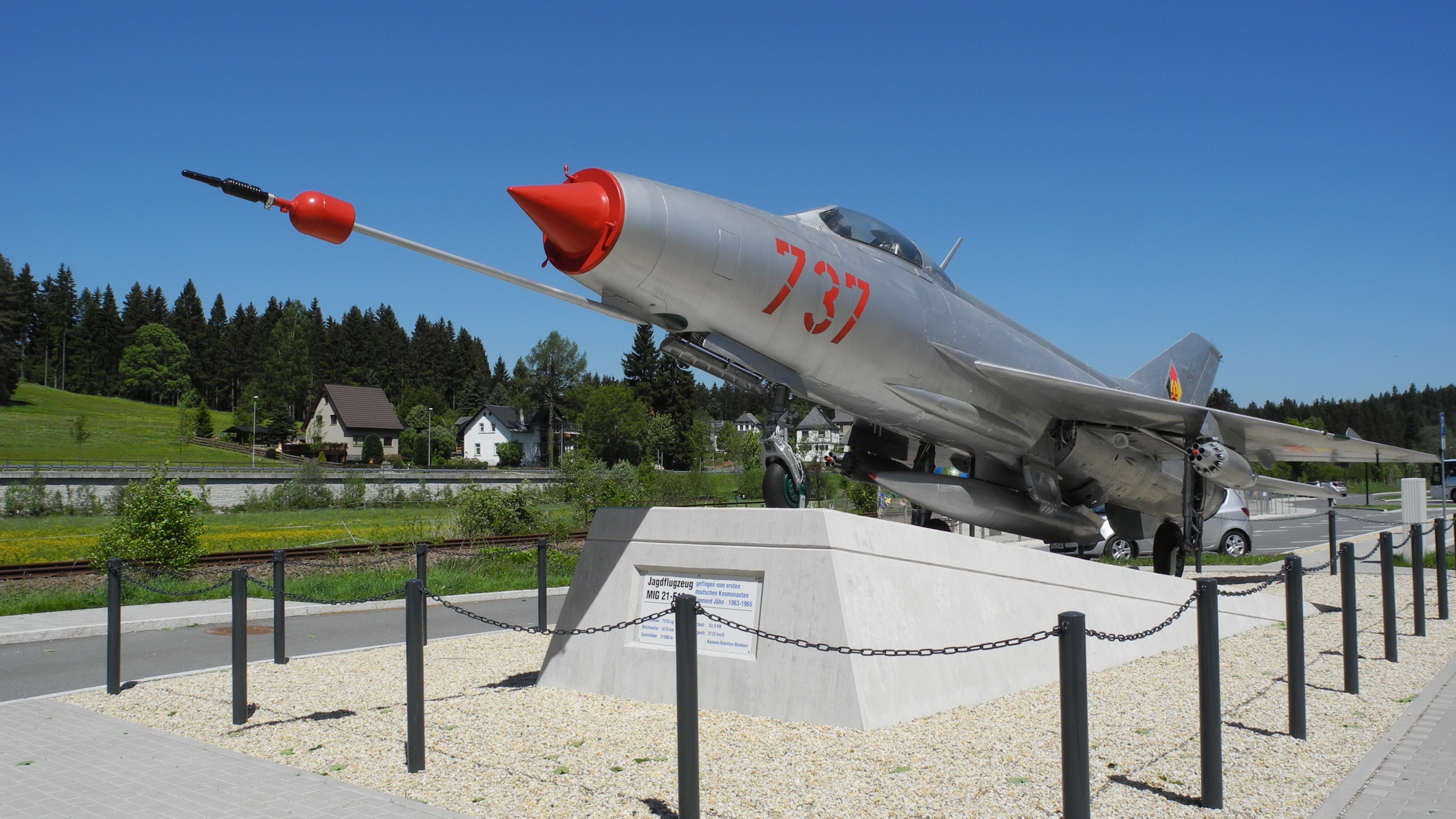
MiG-21, s kterým létal S. Jähn

- Expozice s tématem vesmíru a vystaveným letounem MiG-21
- 4,5 metru vysoká stéla na památku prvního letu německého kosmonauta do vesmíru v roce 1978, Sigmunda Jähna, rodáka z Rautenkranzu
- Místní historický salón
- Klasicistní farní kostel postavený v letech 1838–1842
- Vysoká pec bývalé slévárny

## Osobnosti

### Morgenröthe
- Heinrich Ludwig Lattermann (1776–1839), kovář a politik
- Hermann Lattermann (1809–1867), kovář a politik
- Gottfried Lattermann (1879–1950), kovář a lidový básník
- Carl Friedrich Zimmermann (1817–1898), vynálezce, autor německé koncertiny

### Rautenkranz
- Alwin Gerisch (1857–1922), předseda SPD
- Sigmund Jähn (1937–2019), první německý kosmonaut